# Санта Маргерита (Катанија)
Санта Маргерита је насеље у Италији у округу Катанија, региону Сицилија.
Према процени из 2011. у насељу је живело 59 становника. Насеље се налази на надморској висини од 145 м.